# Jack Welch
John Frances Welch Jr. (Salem, 19 de novembro de 1935 -  1 de março de 2020) foi um executivo americano. Autor de vários livros e consultor para um grupo selecionado de CEO dos 500 da Revista Fortune.

## Carreira
Iniciou sua carreira na General Electric Company em 1960 e, em 1981, tornou-se o oitavo Chairman e CEO da empresa. Nos seus vinte anos como CEO da General Electric (GE), tirou a empresa de uma grande burocracia e aplicou diversas inovações gerenciais.
Quando se aposentou da GE em 2001, Welch escreveu sua autobiografia, batizada de JACK: Straight From The Gut.  Ele também dedicou grande parte do seu tempo a viajar pelo mundo, falando com pessoas em todos os níveis da empresa, respondendo às suas dúvidas sobre dezenas de tópicos abrangentes. Esses encontros proveram a inspiração para outro livro, Winning'.Jack Welch tornou-se famoso no mundo dos negócios através das suas
conquistas e habilidades em gestão, durante os seus vários anos na General Electric. Welch liderou a empresa durante vinte anos e aumentou o valor da GE de treze bilhões de dólares para várias centenas de bilhões de dólares. A GE é uma empresa multinacional de serviços e de tecnologia, a segunda maior companhia do mundo.
Welch nasceu em Salem, Massachusetts, USA. Formou-se na Universidade de Massachusetts em Engenharia Química, em seguida, passou a receber o título de doutor como Engenheiro Químico da Universidade de Illinois.
Após ter-se graduado, Welch entrou para a General Electric em 1960, como engenheiro químico, com o passar do tempo e com as suas estratégias de marketing agressivas de plásticos, dos materiais, dos bens de consumo e dos serviços da empresa, ganhou constantes promoções. Em 1981 conquistou a presidência e o CEO da (GE), tornando-se o líder mais jovem da empresa.
Durante os seus vinte anos de liderança numa das maiores e mais conhecidas empresas americanas, Welch tornou-se conhecido pelas suas habilidades e competências na hora de tomar decisões de negócios. Liderava a empresa como se fosse de pequeno porte, mudou as suas oportunidades e decisões de forma a que seus gestores fossem capazes de resolver algum problema, caso não correspondessem às expectativas eram logo substituídos por alguém que os conseguisse resolver. Procurava apenas e só o melhor para a sua empresa, os negócios da GE tinham que ser sempre os melhores no seu setor.
A General Electric sofreu um crescimento gigantesco sob a liderança de Jack Welch. Com a racionalização de operações, aquisição de novas empresas e garantindo novos negócios, a GE conseguiu expandir-se drasticamente entre 1981 e
2001.
Jack Welch tornou-se uma referência em liderança e gestão, devido ao processo de planejamento e desenvolvimento dentro das organizações. Jack fala sobre 5 conceitos que podem ser aplicados em empresas que pretendem atingir os seus objetivos de forma eficaz, colocando em evidência o papel dos líderes.
Para ele é fundamental que a empresa siga os seguintes passos:
A missão deve ser a mais transparente possível, deve ser o rumo que a empresa e todos os seus funcionários devem seguir. É o objetivo principal, para que todos os envolvidos na organização saibam exatamente que caminho a empresa segue, de tal forma que a marca da empresa seja conhecida, aceita e praticada por seus funcionários.
Primeiramente estabelece-se a missão, depois detalham-se os valores e comportamento para cumpri-la. A missão pode mudar de empresa para empresa, mas é indispensável que os funcionários conheçam e acreditem nela, pois é preciso pessoas de alto desempenho, que deverão ser recompensadas e reconhecidas pelas cotas, metas atingidas, direcionando-as sempre a busca de resultados sem esquecer sempre do foco que é a missão. Para tornar esses valores acessíveis aos funcionários, os líderes devem adotar uma postura sincera e comunicativa o tempo todo, avaliando sempre o desempenho dos seus funcionários de tal forma que fique claro onde existem os erros e os acertos,
isso deve acontecer de forma frequente.
O fator de diferenciação, para Jack Welch, é uma obrigação para toda a empresa. Em relação aos funcionários, os líderes devem saber identificar quem são os melhores e deve saber motivar os demais, para que eles também almejem posições superiores dentro da empresa, pois isso é um reflexo direto para a diferenciação também dos serviços e produtos.
No processo de transformação da empresa é indispensável a presença de uma excelente liderança, porém para exercer de forma eficaz esse papel é
preciso ter a capacidade de dizer sim ou não, apontar erros e acertos, inclusive os seus, para que isso sirva de exemplo e não se voltem a repetir, saber falar e também ouvir, ser capaz de colocar os projetos em execução sempre atento às mudanças, críticas e opiniões que estão à sua volta.
Para uma missão focada e com objetivos bem definidos, são necessários pensamentos que movam as organizações para o futuro, tentando aos poucos
programar cada passo para que a empresa e a equipa, definitivamente, sejam um sucesso.

## Vinte lições
Ao ser questionado sobre as suas 20 lições e os desafios que enfrentou para obter o tipo de desempenho que fez da GE uma grande empresa, Welch observou que muitos líderes evitam as situações que exigem decisões, e com isso prejudicam não apenas suas empresas; com o passar do tempo, acabam prejudicando também os funcionários que tentam proteger, argumentou. Welch relata insistentemente sobre o valor da franqueza — um tópico que examina demoradamente em Paixão por vencer. Para ele a falta de franqueza impede o fluxo de ideias criativas, ações que exigem rapidez e não deixa que as pessoas contribuam com todo o potencial que elas podem oferecer, ou seja, é péssima
para os negócios.
Uma relação honesta e, um clima de informalidade, feedback aos funcionários são indispensáveis para a cultura corporativa construída por Welch. Ele insistia em que as pessoas o chamassem de “Jack”, porque acreditava que isso as deixaria mais à vontade, e, portanto seriam mais honestas com ele.
A principal função de qualquer líder, disse Welch, consiste em construir uma cultura corporativa sólida e formar uma grande equipe, com missão bem definida, objetivos bem traçados antes mesmo de focar somente em resultados.

## Prêmios
Em 2000, foi nomeado Gerente do Século pela revista Fortune. Em 2005, foi eleito o CEO Mais Admirado dos últimos 20 anos pelos leitores da revista Chief Executive e o Maior Líder Mundial da atualidade em uma pesquisa realizada pela revista Fast Company.

## Final de carreira
Welch foi, diretor da Jack Welch, LLC, onde trabalhou como consultor para um pequeno grupo de 500 CEOs empresariais da Fortune, proferindo palestras para pessoas e estudantes de diversos países. Ele e sua esposa Suzy mantiveram uma coluna mensal na revista Business Week, escrevendo também para uma coluna em uma publicação de grande divulgação, com presença em trinta países, respondendo perguntas diversas.

## Morte
Morreu no dia 1 de março de 2020, aos 84 anos, em decorrência de insuficiência renal.